# Viktor Kafka
Pour les articles homonymes, voir Kafka (homonymie).
Viktor Kafka ou Victor Kafka, né le 18 mars 1880 à Prague et mort le 1er janvier 1942 à Lublin, en Pologne, victime de la Shoah, est un architecte tchèque connu pour la synagogue de Český Krumlov, en allemand Krumau, une ville de Bohême-du-Sud en République tchèque, construite en 1908-1909. La synagogue, profanée sous l'ère nazie, est un monument culturel protégé depuis 1958.

## Biographie
Viktor Kafka est né le 18 mars 1880 à Prague. Il est le fils d'Israel Kafka et de Marie Kafka. Israel (« Ignatz », « Ignaz ») Kafka, né le 21 décembre 1848, est mort le 23 novembre 1927 à Prague. Marie Kafka, née Kraus, née circa 1853, est morte le 14 février 1931 à Prague.
Viktor Kafka a une sœur, Ida Kafka, et un frère, Erwin Kafka. Ida Kafka, née en 1884, est morte le 28 juillet 1905 à Prague. Erwin (Ervin) Kafka, né en 1886, est mort le 29 octobre 1913 à Prague.
Viktor Kafka est l'époux de Pavla Kafková (Blumková), née le 1er mai 1902 à Tučapy, en République tchèque, est morte circa 1942, en Pologne, durant la Shoah. Ils ont un fils, Hans Kafka, né le 9 septembre 1929 à Prague, mort circa 1942, en Pologne, durant la Shoah.

### Architecte
Architecte à Prague, Viktor Kafka travaille également à Vienne en Autriche
.